# Prolasius abruptus
Prolasius abruptus är en myrart som beskrevs av Clark 1934. Prolasius abruptus ingår i släktet Prolasius och familjen myror. Inga underarter finns listade i Catalogue of Life.

## Bildgalleri

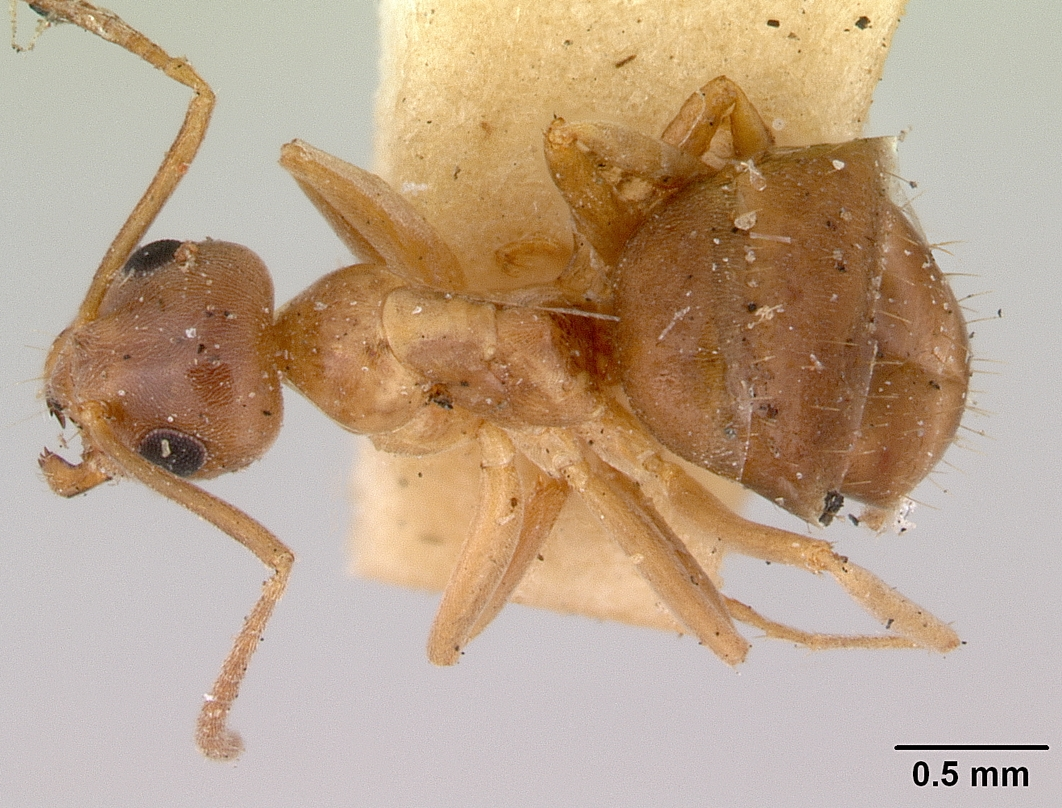
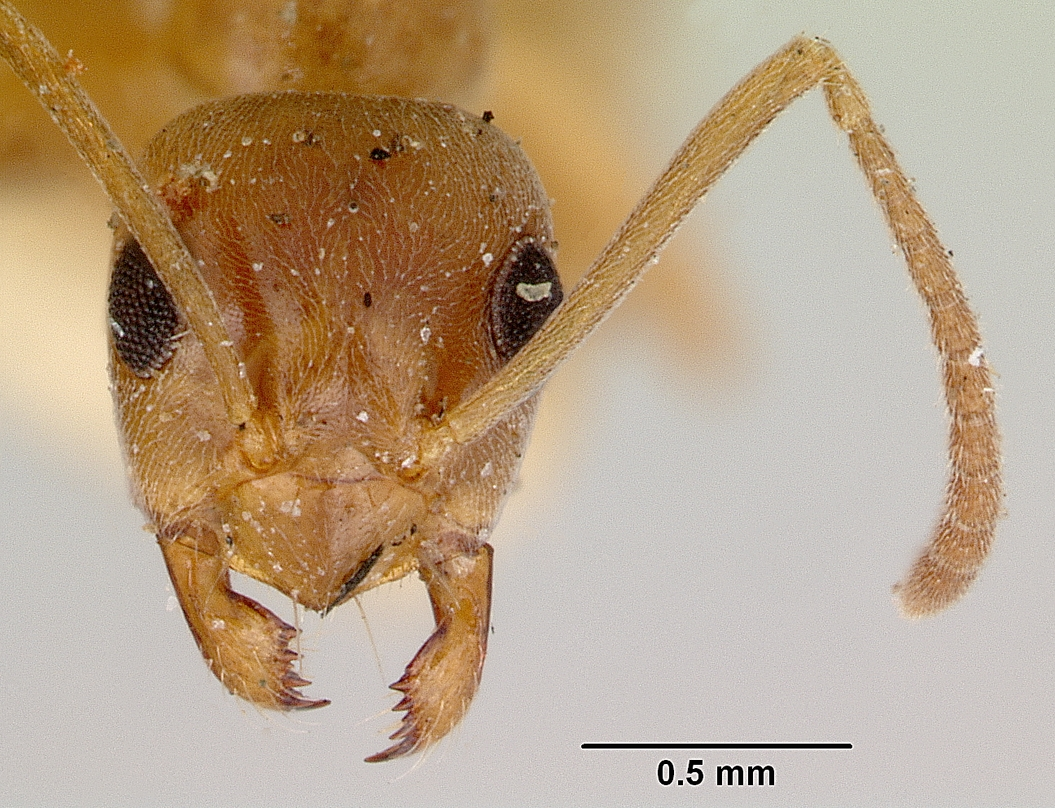
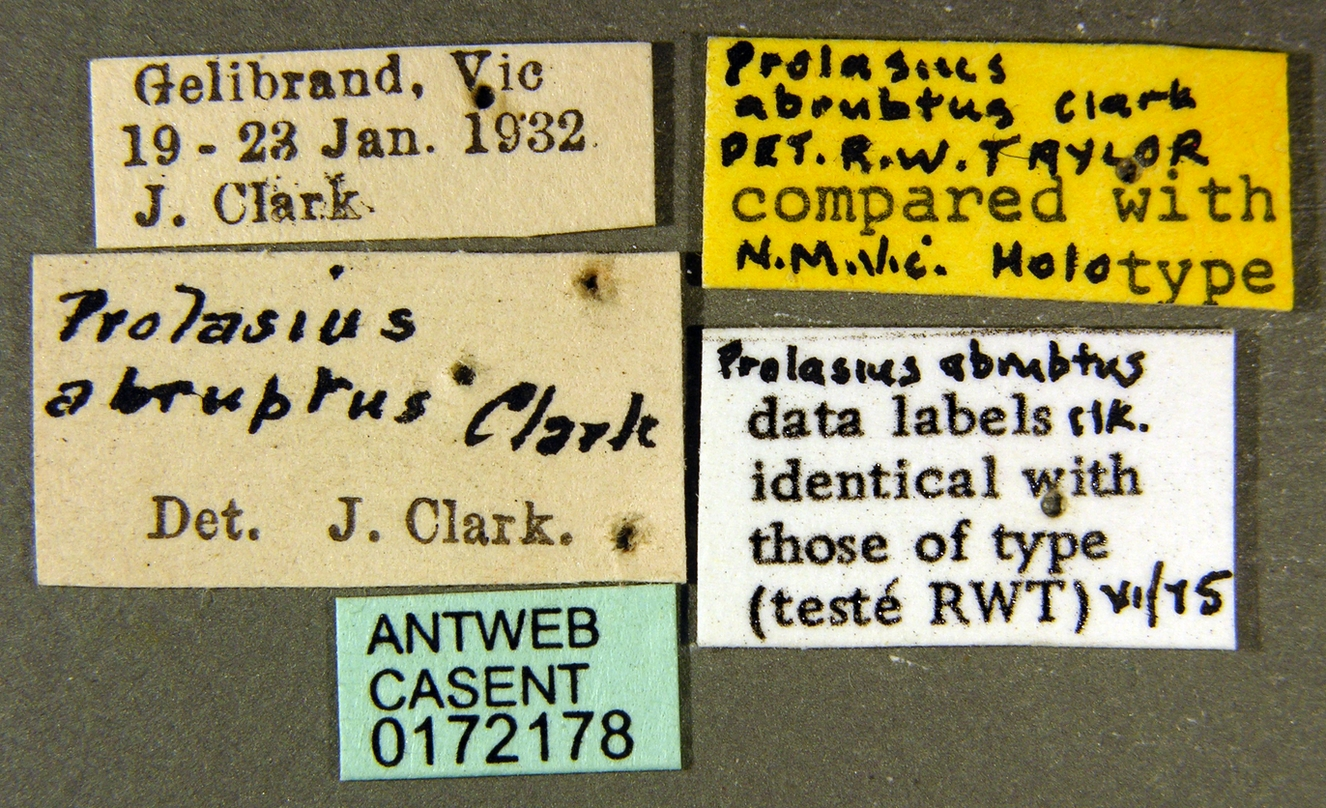
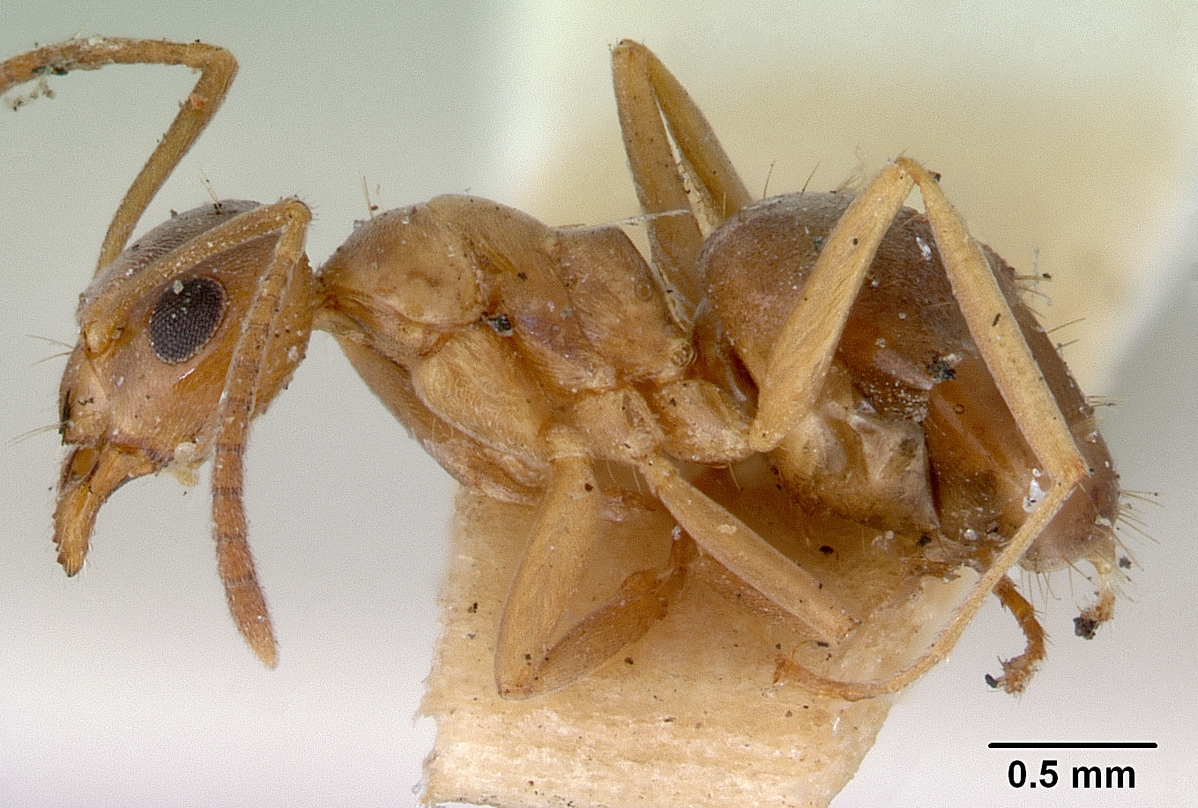